# Wereldkampioenschap voetbal 2010 (Groep E) Kameroen-Nederland
In dit artikel wordt de wedstrijd tussen Kameroen en Nederland in Groep E tijdens het wereldkampioenschap voetbal van 2010, die werd gespeeld op 24 juni 2010, nader uitgelicht. Het was de derde ontmoeting tussen beide landen. De laatste confrontatie was een vriendschappelijke interland op 27 mei 2006 in Rotterdam, waar Ruud van Nistelrooij tekende voor de enige treffer.

## Wedstrijdgegevens
| Datum                       | 24 juni 2010                        | 24 juni 2010                        |
| Stadion                     | Green Point Stadium, Kaapstad       | Green Point Stadium, Kaapstad       |
| Toeschouwers                | 60.000                              | 60.000                              |
| Scheidsrechter              | Pablo Pozo                          | Pablo Pozo                          |
| Assistenten                 | Patricio Basualto Francisco Mondria | Patricio Basualto Francisco Mondria |
| Vierde man                  | Roberto Rosetti                     | Roberto Rosetti                     |
| Man van de wedstrijd        | Robin van Persie                    | Robin van Persie                    |
|                             | Kameroen                            | Nederland                           |
| Doelpunten                  | 1                                   | 2                                   |
| Gele kaarten                | 2                                   | 3                                   |
| Rode kaarten                | 0                                   | 0                                   |
| Schoten op doel             | 15                                  | 15                                  |
| Schoten naast doel          | 12                                  | 7                                   |
| Overtredingen               | 18                                  | 15                                  |
| Hoekschoppen                | 6                                   | 1                                   |
| Buitenspel                  | 3                                   | 6                                   |
| Strafschoppen               | 1                                   | 0                                   |
| Balbezit (%)                | 51                                  | 49                                  |
| Totale afstand afgelegd (m) | 102.386                             | 104.397                             |

| Kameroen | 1 – 2        | Nederland |
| Samuel Eto'o 65' (strafschop) | goals        | 36' Robin van Persie 83' Klaas-Jan Huntelaar |
| Paul Le Guen | bondscoach   | Bert van Marwijk |
| |              | |
| Hamidou Souleymanou Benoît Assou-Ekotto Nicolas Nkoulou 73' Landry N'Guémo Geremi Samuel Eto'o Jean Makoun Gaëtan Bong 56' Eric Choupo Moting 72' Aurélien Chedjou Stéphane M'Bia | opstellingen | Maarten Stekelenburg John Heitinga Joris Mathijsen Giovanni van Bronckhorst Mark van Bommel 66' Dirk Kuijt Nigel de Jong 59' Robin van Persie Wesley Sneijder Khalid Boulahrouz 73' Rafael van der Vaart |
| Vincent Aboubakar 56' Mohamadou Idrissou 72' Rigobert Song 73' | wissels      | 59' Klaas-Jan Huntelaar 66' Eljero Elia 73' Arjen Robben |
| |              | |
| Nicolas Nkoulou 25' Stéphane M'Bia 81' | gele kaarten | 17' Dirk Kuijt 65' Rafael van der Vaart 70' Giovanni van Bronckhorst |
| | rode kaarten | |

## Overzicht van wedstrijden
| Groepswedstrijden | | | |
| Groep A | Groep B | Groep C | Groep D |
| Zuid-Afrika - Mexico Uruguay - Frankrijk Zuid-Afrika - Uruguay Frankrijk - Mexico Mexico - Uruguay Frankrijk - Zuid-Afrika | Zuid-Korea - Griekenland Argentinië - Nigeria Argentinië - Zuid-Korea Griekenland - Nigeria Griekenland - Argentinië Nigeria - Zuid-Korea | Engeland - Verenigde Staten Algerije - Slovenië Slovenië - Verenigde Staten Engeland - Algerije Slovenië - Engeland Verenigde Staten - Algerije | Duitsland - Australië Servië - Ghana Duitsland - Servië Ghana - Australië Australië - Servië Ghana - Duitsland    |
| Groep E | Groep F | Groep G | Groep H |
| Nederland - Denemarken Japan - Kameroen Nederland - Japan Kameroen - Denemarken Kameroen - Nederland Denemarken - Japan    | Italië - Paraguay Nieuw-Zeeland - Slowakije Slowakije - Paraguay Italië - Nieuw-Zeeland Paraguay - Nieuw-Zeeland Slowakije - Italië       | Ivoorkust - Portugal Brazilië - Noord-Korea Brazilië - Ivoorkust Portugal - Noord-Korea Noord-Korea - Ivoorkust Portugal - Brazilië             | Honduras - Chili Spanje - Zwitserland Chili - Zwitserland Spanje - Honduras Chili - Spanje Zwitserland - Honduras |
| Achtste finales | | | |
| Uruguay - Zuid-Korea Verenigde Staten - Ghana                                                                              | Duitsland - Engeland Argentinië - Mexico                                                                                                  | Nederland - Slowakije Brazilië - Chili | Paraguay - Japan Spanje - Portugal                                                                                |
| Kwartfinales | | | |
| Brazilië - Nederland | Uruguay - Ghana | Argentinië - Duitsland | Paraguay - Spanje                                                                                                 |
| Halve finales | | | |
| Nederland - Uruguay | Nederland - Uruguay | Duitsland - Spanje | Duitsland - Spanje                                                                                                |
| Troostfinale | | | |
| Uruguay - Duitsland | | | |
| Finale | | | |
| Spanje - Nederland | | | |